# Síkinos
Síkinos (en grec moderne : Σίκινος) est une île des Cyclades située à 113 milles marins du Pirée. Elle a une superficie de 41 km2 et compte, en 2001, 238 habitants.

## Histoire
Selon la mythologie grecque, elle tiendrait son nom de Sikinos, fils d'un roi de Limnos, Thoanta. Dans l'antiquité, elle était aussi appelée Oinoï, en raison de ses nombreuses vignes.
Ses premiers habitants seraient arrivés à l'époque mycénienne, puis, elle fut peuplée par les Ioniens. Au Ve siècle av. J.-C., elle était sous la domination d'Athènes.
Après la longue période helléno-romano-byzantine (près de deux millénaires) l'île appartint au duché de Naxos puis à l'Empire ottoman avant de revenir à la Grèce lors de l'indépendance de celle-ci.
Le 12 juin 2024, deux touristes françaises, Marie-Pierre Arfel et Françoise Boutteaux, disparaissent sur l'île au cours d'une randonnée,.

## Géographie

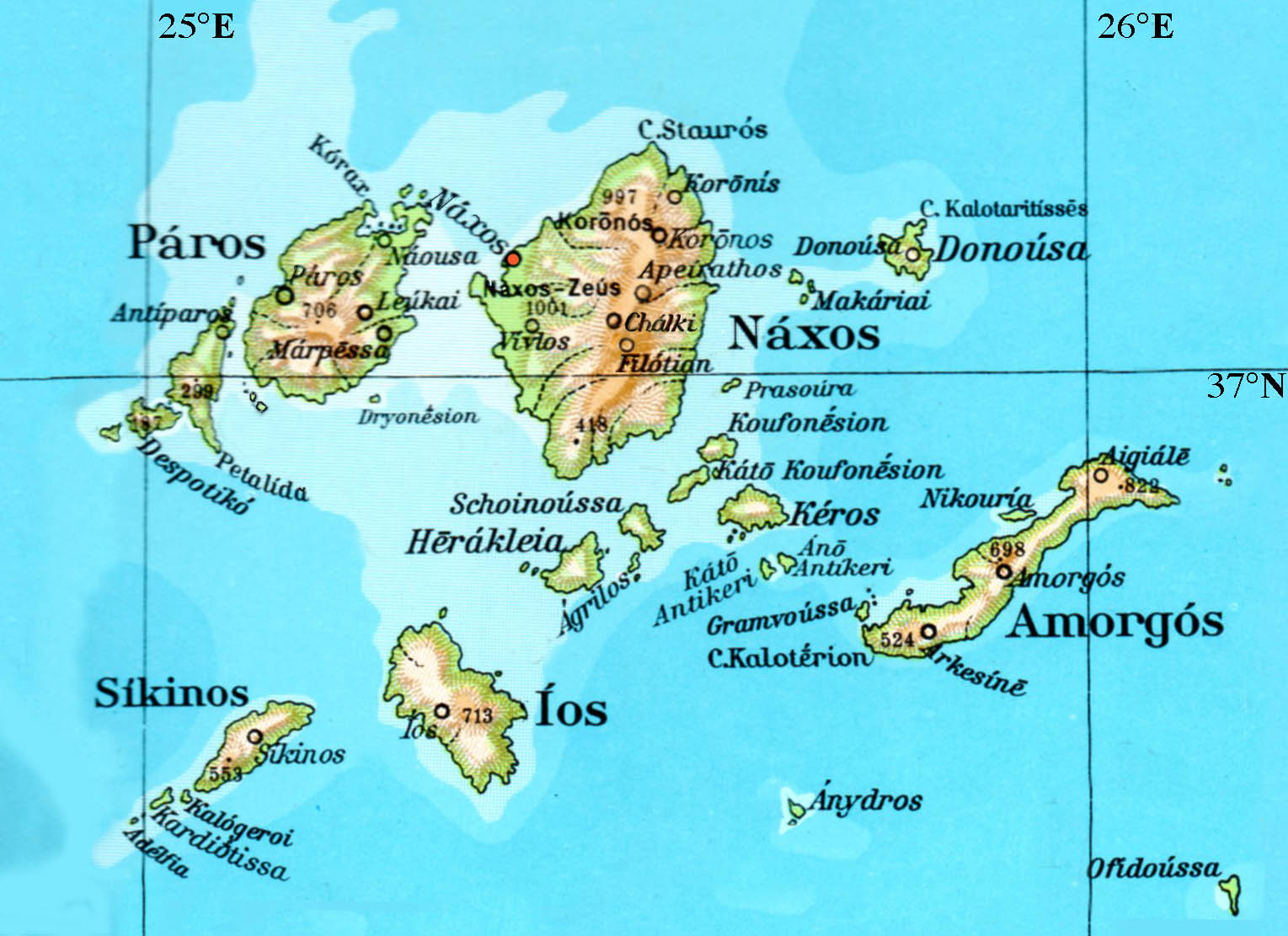
Sikinos parmi les îles voisines : Paros, Naxos, Ios, Amorgós et autres.

Sikinos fait partie des îles des Cyclades qui ne sont plus autosuffisantes en eau. Elle reçoit de l'eau tous les ans (et surtout l'été à cause de la saison touristique) par bateau-citerne depuis le port du Laurion en Attique, pour un coût moyen de 8,30 € le mètre-cube. Les accostages sont parfois acrobatiques.